# Armorial de la maison de Rohan
L'Armorial de la maison de Rohan donne les armoiries (figures et blasonnements) de différentes branches et membres de la maison de Rohan, famille féodale originaire de Bretagne, éteinte en France et en Autriche mais subsistante aux États-Unis.

## Armoiries des branches de la maison de Rohan

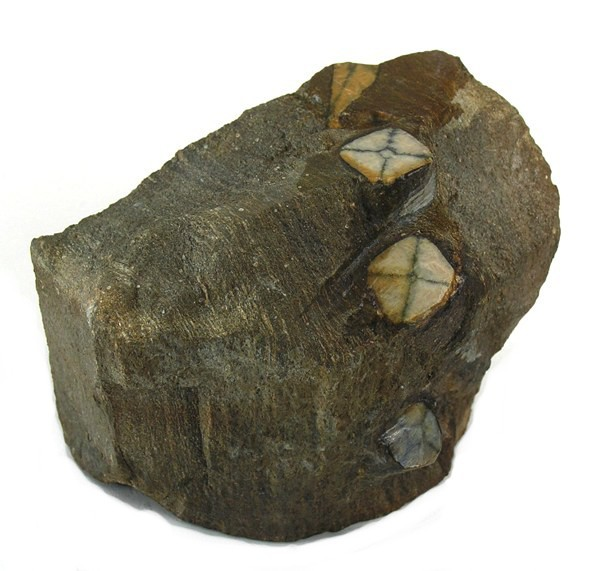
Cristaux de chiastolite montrant des inclusions charbonneuses cruciformes, et un losange dans leur section.

Les macles du blason de cette maison noble dérivent des anciens besants des Rohan, qui font référence à de grands cristaux de chiastolite (andalousite) qui sont développés dans les schistes ordoviciens. Ils se présentent en prismes de section presque carrée. Ces pierres, appelées « macles » pendant des siècles, sont abondantes aux salles de Rohan, à tel point que les vicomtes de Rohan, frappés par leur beauté et la similitude avec la macle héraldique, placèrent sept macles d'or sur leur blason. Leurs descendants en ajoutèrent deux supplémentaires à partir du milieu du XVIe siècle.

### Branche ainée

#### Armes anciennes
| Figure | Blasonnement |
|        | Armes anciennes des Porhoët De gueules à neuf besants d'or,. Armes des barons Zouche en Angleterre. |
|        | Armes anciennes des premiers vicomtes de Rohan De gueules à sept macles d'or, posées 3, 3, 1,. De gueules, à sept macles d'or accolées, 3, 3, et 1. Armes (anciennes) des Rohan (adoptées par Geoffroy de Rohan entre 1216 et 1222).                                                               |
|        | Pierre de Rohan dit « Pierre de Quintin » (1456 † 1491), baron de Pontchâteau, baron consort de Quintin, seigneur de La Garnache Blasonnement incomplet : Écu de gueules bordé d'argent et chargé de sept macles d'or, posées 3, 3, 1. Sceau du 18 juin 1491 : Écu bordé et chargé de sept macles. |
|        | Marguerite de Rohan (morte en 1496), épouse de Jean d'Orléans, comte d'Angoulême Blasonnement : Parti ; au I, coupé d'Orléans-Angoulême et Visconti ; au II, de Rohan. |

#### Armes modernes
| Figure | Blasonnement |
|        | Armes modernes des vicomtes et ducs de Rohan De gueules à neuf macles d'or, posées 3, 3, 3,. De gueules, à neuf macles accolées d'or., Armes (modernes) des Rohan (adoptées par Henri Ier de Rohan entre 1552 et 1575). Le passage des armes anciennes aux armes modernes s'explique aisément par la modification de la forme des écus à partir du XIVe siècle : la pointe s'aplatit, l'espace vide ainsi créé est comblé par deux nouvelles macles. |

### Branche de Rohan-Guéméné
| Figure | Blasonnement |
|        | Branche de Rohan-Guéméné Écartelé : en 1 et 4 : de gueules aux chaînes d'or posées en orle, en croix et en sautoir, chargées en cœur d'une émeraude au naturel (qui est de Navarre) ; en 2 et 3 : d'azur semé de fleurs de lys d'or à la bande componée d'argent et de gueules (qui est d'Évreux) ; sur le tout, parti : en 1 : de gueules à neuf macles d'or, posées 3, 3, 3 (qui est de Rohan), et en 2 : d'hermine (qui est de Bretagne). Charles de Rohan dit « Charles Ier de Rohan-Guéméné » (1375-1438), seigneur de Guéméné et auteur de la branche du même nom, était fils de Jean Ier de Rohan (1324-1396), vicomte de Rohan, seigneur de Guéméné, et de Jeanne d'Évreux dite « Jeanne de Navarre » (1339-1409). Il adopta les armes de sa mère, plus prestigieuses, et mit un parti de Rohan et de Bretagne en abîme.                                                                                          |
|        | Louis VII de Rohan-Guéméné (1562-01/11/1589), comte puis duc de Montbazon, comte de Rochefort, prince de Guéméné Écartelé : en 1 et 4 : de gueules à neuf macles d'or, posées 3, 3, 3 (qui est de Rohan) ; en 2 : de gueules aux chaînes d'or posées en orle, en croix et en sautoir, chargées en cœur d'une émeraude au naturel (qui est de Navarre) ; en 3 : d'azur à 3 fleurs de lys d'or (qui est de France, une bande componée d'argent et de gueules brochante (qui est d'Évreux moderne) ; sur le tout : d'argent, à une couleuvre ondoyante en pal d'azur, couronnée d'or, engloutissant un enfant de carnation, posé en fasce, les bras étendus (qui est de Visconti). |
|        | Armand Jules de Rohan-Guéméné (10/02/1695 à Paris – 28/08/1762 à Saverne), abbé du Gard et de Gorze, archevêque-duc de Reims, pair de France Écartelé : en 1 et 4 : de gueules aux chaînes d'or posées en orle, en croix et en sautoir, chargées en cœur d'une émeraude au naturel (qui est de Navarre) ; en 2 et 3 : d'azur à 3 fleurs de lys d'or (qui est de France ; sur le tout, parti : en 1 : de gueules à neuf macles d'or, posées 3, 3, 3 (qui est de Rohan) ; et en 2 : d'hermine (qui est de Bretagne). |
|        | Cardinal Louis-Constantin de Rohan-Guéméné (24/03/1697 à Paris – 11/03/1779 à Paris), cardinal (1761), prince-évêque de Strasbourg (1756-1779), commandeur du Saint-Esprit (reçu le 10 juin 1753). Écartelé, aux 1 et 4 : de gueules, à une bande d'argent chargée d'une cotice de sinople (qui est de l'Évêché de Strasbourg) ; aux 2 et 3 : de gueules, à la bande d'argent, coticée, fleuronnée et contre-fleuronnée de 6 pièces du même (qui est du landgraviat de Basse-Alsace) ; sur le tout, écartelé : aux 1 et 4 : de gueules, aux deux chaînes d'or posées en orle, en croix et en sautoir, chargées en cœur d'une émeraude au naturel (qui est de Navarre) ; aux 2 et 3 : d'azur à 3 fleurs de lys d'or (qui est de France) ; sur le tout, parti, au 1 : de gueules à neuf macles d'or, posées 3, 3, 3 (qui est de Rohan) ; et au 2 : d'hermine plain (qui est de Bretagne).                                   |
|        | Cardinal Louis-René-Édouard de Rohan-Guéméné, (25 septembre 1734 à Paris - 17 février 1803 à Ettenheim ), petit-neveu du précédent, cardinal (1778), prince-évêque de Strasbourg (1779-1801), commandeur du Saint-Esprit (en 1777). Écartelé, aux 1 et 4 : de gueules, à une bande d'argent chargée d'une cotice de sinople (qui est de l'Évêché de Strasbourg) ; aux 2 et 3 : de gueules, à la bande d'argent, coticée, fleuronnée et contre-fleuronnée de 6 pièces du même (qui est du landgraviat de Basse-Alsace) ; sur le tout, écartelé : aux 1 et 4 : de gueules, aux deux chaînes d'or posées en orle, en croix et en sautoir, chargées en cœur d'une émeraude au naturel (qui est de Navarre) ; aux 2 et 3 : d'azur à 3 fleurs de lys d'or (qui est de France) ; sur le tout, parti, au 1 : de gueules à neuf macles d'or, posées 3, 3, 3 (qui est de Rohan) ; et au 2 : d'hermine plain (qui est de Bretagne)., |

### Branche de Rohan-Rochefort
| Figure | Blasonnement |
|        | Branche de Rohan-Rochefort Parti : en 1 : de gueules à neuf macles d'or, posées 3, 3, 3 (qui est de Rohan) ; et en 2 : d'hermine (qui est de Bretagne),. Branche issue des Rohan-Guéméné. Les Rohan-Rochefort adoptèrent la partie centrale du blason des Rohan-Guéméné. |

### Branche de Rohan-Soubise
| Figure | Blasonnement |
|        | Branche de Rohan-Soubise Coupé d'un trait, parti de trois autres qui font huit quartiers : au 1 : d'azur semé de fleurs de lys d'or à la bande componée d'argent et de gueules (qui est d'Évreux) ; au 2 : de gueules aux chaînes d'or posées en orle, en croix et en sautoir, chargées en cœur d'une émeraude au naturel (qui est de Navarre) ; au 3 : d'or aux trois pals de gueules (qui est de Foix) ; au 4 : d'or, au lion de gueules, au double trescheur fleuronné et contre-fleuronné du même (qui est d'Écosse) ; au 5 : d'hermine (qui est de Bretagne) ; au 6 : d'argent, à une couleuvre ondoyante en pal d'azur, couronnée d'or, engloutissant un enfant de carnation, posé en fasce, les bras étendus (qui est de Visconti) ; au 7 : d'argent à la fasce de gueules et à la bordure d'azur (qui est de San Severino) ; et au 8 : d'or à la bande de gueules chargée de trois alérions d'argent (qui est de Lorraine) ; sur le tout, parti : en 1 : de gueules à neuf macles d'or, posées 3, 3, 3 (qui est de Rohan), et en 2 : d'hermine (qui est de Bretagne),. Branche issue des Rohan-Guéméné. |
|        | Armand-Gaston Maximilien de Rohan-Soubise (26/06/1674 à Paris – 19/07/1749 à Paris), prince-évêque de Rohan, cardinal de Rohan-Soubise, de Strasbourg, membre de l'Académie française, Grand aumônier de France, commandeur du Saint-Esprit (reçu le 7 juin 1713) Écartelé : aux 1 et 4 : de gueules à une bande d'argent chargée d'un filet de sinople (qui est de l'évêché de Strasbourg) ; au 2 et 3 : de gueules à la bande d'argent côtoyée de deux cotices fleuronnées du même (qui est de Basse-Alsace) ; sur le tout, parti : en 1 : de gueules à neuf macles d'or, posées 3, 3, 3 (qui est de Rohan) ; et en 2 : d'hermine plain (qui est de Bretagne),. |

### Branche de Rohan-Gié
| Figure | Blasonnement |
|        | Branche de Rohan-Gié Écartelé : en 1 et 4 : contre-écartelé : en 1 et 4 : de gueules aux chaînes d'or posées en orle, en croix et en sautoir, chargées en cœur d'une émeraude au naturel (qui est de Navarre) ; en 2 et 3 : d'azur semé de fleurs de lys d'or à la bande componée d'argent et de gueules (qui est d'Évreux) ; en 2 et 3 : de gueules à neuf macles d'or, posées 3, 3, 3 (qui est de Rohan) ; sur le tout : d'argent, à une couleuvre ondoyante en pal d'azur, couronnée d'or, engloutissant un enfant de carnation, posé en fasce, les bras étendus (qui est de Visconti),. Pierre de Rohan-Guéméné dit « Pierre Ier de Rohan-Gié le Maréchal de Gié » (1451 à Saint-Quentin-les-Anges – 22/04/1513 à Paris), seigneur de Gié, vicomte de Fronsac, maréchal de France, auteur de la branche de Rohan-Gié, était le fils de Louis Ier de Rohan-Guéméné (????-15/12/1457 à Saint-Quentin-les-Anges), seigneur de Guéméné, et de Marie de Montauban (????-1497). Il réorganise l'écu de son père et pose en abîme les armes des Visconti, qui font partie de celle de sa mère (voir Rohan-Montauban). |

### Branche de Rohan-Gué-de-l'Isle
| Figure | Blasonnement                                                                                       |
|        | Branche de Rohan-Gué-de-l'Isle De gueules à neuf macles d'or, posées 3, 3, 3, à la bande d'argent. |

### Branche de Rohan-Polduc
| Figure | Blasonnement |
|        | Emmanuel de Rohan-Polduc (18/04/1725-14/07/1797 à La Valette), ambassadeur, général des galères, bailli de Justice, général des forces terrestres et navales, chevalier de Malte, grand maître des Hospitaliers de l'ordre de Saint-Jean de Jérusalem Écartelé : aux 1 et 4 : de la Religion ; aux 2 et 3 : de gueules à neuf macles d'or, posées 3, 3, 3 (qui est de Rohan). |

### Branche de Rohan-Montauban
La famille de Montauban serait une branche cadette de la maison de Rohan. Le point de jonction est incertain.
| Figure                                 | Blasonnement |
| Blason Maison de Montauban-de-Bretagne | Branche de Rohan-Montauban De gueules à sept macles d'or, posées , 3, 3 et 1, acc. en chef d'un lambel de quatre pendants d' argent.. |
|                                        | Branche de Rohan-Montauban De gueules à neuf macles d'or, posées 3, 3, 3, et au lambel d'argent. |
|                                        | Guillaume de Rohan-Montauban Écartelé : en 1 et 4 : de gueules à neuf macles d'or, posées 3, 3, 3, et au lambel d'argent (qui est de Rohan-Montauban) ; et en 2 et 3 : d'argent, à une couleuvre ondoyante en pal d'azur, couronnée d'or, engloutissant un enfant de carnation, posé en fasce, les bras étendus (qui est de Visconti). En 1411, Guillaume de Montauban épouse Bonne Visconti. Il adopte alors un écartelé entre ses armes et celle de son épouse. |

## Armoiries des ecclésiastiques
| Figure | Blasonnement |
|        | Armand-Gaston Maximilien de Rohan-Soubise (26/06/1674 à Paris – 19/07/1749 à Paris), prince-évêque de Rohan, cardinal de Rohan-Soubise, de Strasbourg, membre de l'Académie française, Grand aumônier de France, commandeur du Saint-Esprit (reçu le 7 juin 1713) Écartelé : aux 1 et 4 : de gueules à une bande d'argent chargée d'un filet de sinople (qui est de l'évêché de Strasbourg) ; au 2 et 3 : de gueules à la bande d'argent côtoyée de deux cotices fleuronnées du même (qui est de Basse-Alsace) ; sur le tout, parti : en 1 : de gueules à neuf macles d'or, posées 3, 3, 3 (qui est de Rohan) ; et en 2 : d'hermine plain (qui est de Bretagne),. |
|        | Armand Jules de Rohan-Guéméné (10/02/1695 à Paris – 28/08/1762 à Saverne), abbé du Gard et de Gorze, archevêque-duc de Reims, pair de France Écartelé : en 1 et 4 : de gueules aux chaînes d'or posées en orle, en croix et en sautoir, chargées en cœur d'une émeraude au naturel (qui est de Navarre) ; en 2 et 3 : d'azur à trois fleurs de lys d'or, posées 2 et 1 (qui est de France ; sur le tout, parti : en 1 : de gueules à neuf macles d'or, posées 3, 3, 3 (qui est de Rohan) ; et en 2 : d'hermine (qui est de Bretagne). |
|        | Louis César Constantin de Rohan-Guéméné dit « le Cardinal de Rohan » (24/03/1697 à Paris – 11/03/1779 à Paris), cardinal, prince-évêque de Strasbourg, commandeur du Saint-Esprit (reçu le 10 juin 1753) De gueules à neuf macles d'or, posées 3, 3, 3. D'après la médaille ci-contre : Écartelé : en 1 et 4 : de gueules à une bande d'argent chargée d'une cotice de sinople (qui est de l'Évêché de Strasbourg); en 2 et 3 : de gueules à la bande d'argent côtoyée de deux cotices fleuronnées du même (qui est de Basse-Alsace) ; sur le tout, écartelé : en 1 et 4 : de gueules aux chaînes d'or posées en orle, en croix et en sautoir, chargées en cœur d'une émeraude au naturel (qui est de Navarre) ; en 2 et 3 : d'azur à trois fleurs de lys d'or, posées 2 et 1 (qui est de France ; sur le tout : parti : en 1 : de gueules à neuf macles d'or, posées 3, 3, 3 (qui est de Rohan) ; et en 2 d'hermine (qui est de Bretagne). |
|        | François Armand de Rohan-Soubise (01/12/1717 à Paris – 28/06/1756 à Saverne), prince-évêque de Strasbourg, grand aumônier de France (1745), membre de l'Académie française, commandeur du Saint-Esprit (reçu le 6 janvier 1745) Coupé d'un trait, parti de trois autres qui font huit quartiers : au 1 : d'azur semé de fleurs de lys d'or à la bande componée d'argent et de gueules (qui est d'Évreux) ; au 2 : de gueules aux chaînes d'or posées en orle, en croix et en sautoir, chargées en cœur d'une émeraude au naturel (qui est de Navarre) ; au 3 : d'or aux trois pals de gueules (qui est de Foix) ; au 4 : d'or, au lion de gueules, au double trescheur fleuronné et contre-fleuronné du même (qui est d'Écosse) ; au 5 : d'hermine (qui est de Bretagne) ; au 6 : d'argent, à une couleuvre ondoyante en pal d'azur, couronnée d'or, engloutissant un enfant de carnation, posé en fasce, les bras étendus (qui est de Visconti) ; au 7 : d'argent à la fasce de gueules et à la bordure d'azur (qui est de San Severino) ; et au 8 : d'or à la bande de gueules chargée de trois alérions d'argent (qui est de Lorraine) ; sur le tout, parti : en 1 : de gueules à neuf macles d'or, posées 3, 3, 3 (qui est de Rohan), et en 2 : d'hermine (qui est de Bretagne),. |
|        | Louis René Édouard de Rohan-Guéméné (25/09/1734 à Paris – 17/02/1803 à Ettenheim), prince de Rohan, cardinal-archevêque de Strasbourg, membre de l'Académie française, grand aumônier de France, proviseur de la Sorbonne, commandeur du Saint-Esprit (reçu le 9 novembre 1777) De gueules à neuf macles d'or, posées 3, 3, 3. |
|        | Ferdinand Maximilien Mériadec de Rohan-Guéméné (Paris, 7 novembre 1738 - Paris, 31 octobre 1813), archevêque de Bordeaux (primat d'Aquitaine, 1769-1781), archevêque-duc de Cambrai (1781-1801), comte de l'Empire lettres patentes signées à Bayonne le 2 juillet 1808), Parti au premier de gueules à neuf macles d'or posées 3, 3 et 3 ; au second d'argent aux mouchetures d'hermines de sable ; au quartier des comtes-archevêques. - Livrées : blanc, rouge, noir, jaune. |
|        | Louis François Auguste de Rohan-Chabot (1788-1833), cardinal-prêtre de la Trinité des Monts, archevêque d'Auch (1828), archevêque de Besançon (1828-1833), 8e duc de Rohan, membre de la Chambre des pairs Écartelé : de gueules à neuf macles d'or, posées 3, 3, 3 (qui est de Rohan), et d'or à trois chabots de gueules, 2 et 1 (qui est de Chabot). Le prélat mettait souvent ses armes sur un écu écartelé de Navarre, d'Écosse, de Bretagne et de gueules au lion d'argent. |

## Pour approfondir